# Référendums néo-zélandais de 2020
Deux référendums ont lieu le 17 octobre 2020 en Nouvelle-Zélande en même temps que les élections législatives néo-zélandaises de 2020. La population est amenée à se prononcer par deux fois :
- Un référendum sur la légalisation du cannabis ;
- Un référendum sur la légalisation de l'euthanasie.